# Forst Altkehdingen
Koordinaten: 53° 45′ 10″ N, 9° 2′ 30″ O

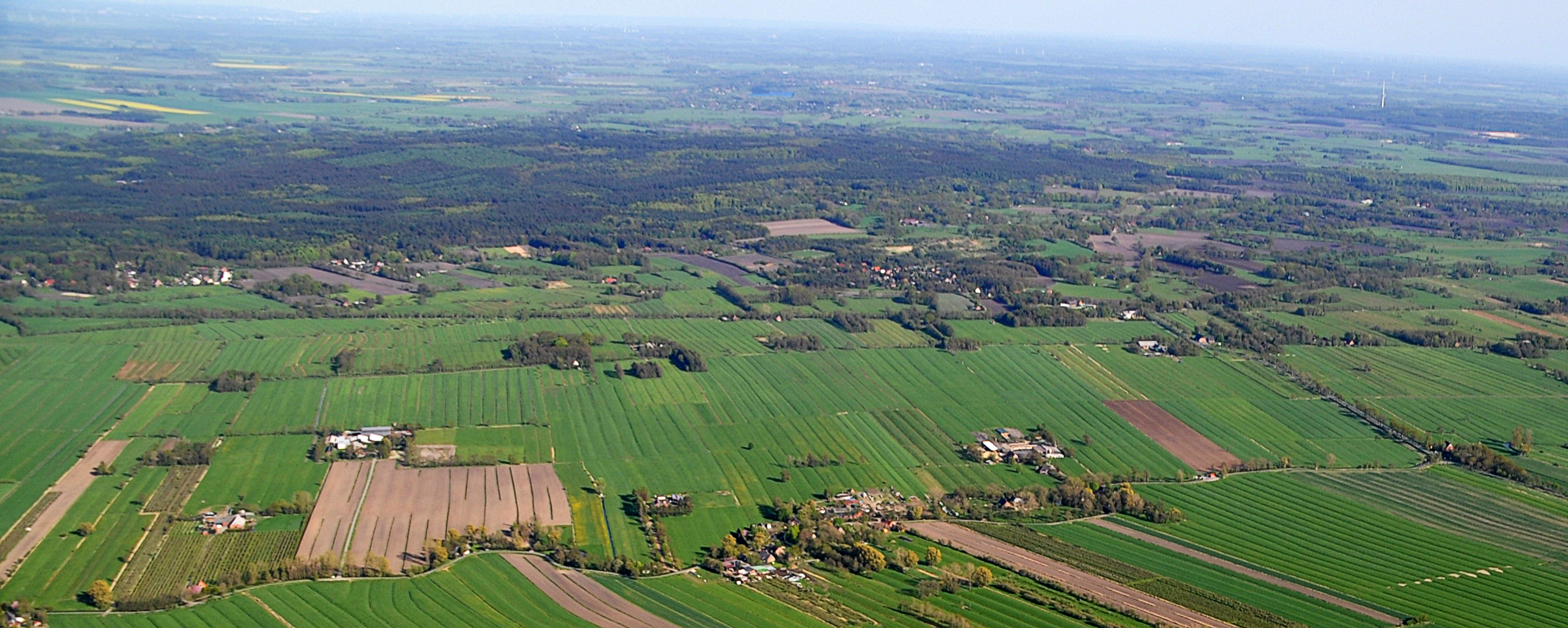
Die Wingst von Westen aus gesehen (das Naturschutzgebiet befand sich im Bereich des linken Bildrandes)

Der Forst Altkehdingen ist ein ehemaliges Naturschutzgebiet in der niedersächsischen Gemeinde Wingst in der Samtgemeinde Land Hadeln im Landkreis Cuxhaven.
Das Naturschutzgebiet mit dem Kennzeichen NSG LÜ 067 war 19 Hektar groß. Es stand seit dem 6. Mai 1977 unter Naturschutz. Der Naturschutzstatus wurde im Juli 2012 aufgehoben. Zuständige untere Naturschutzbehörde war der Landkreis Cuxhaven.
Das ehemalige Naturschutzgebiet liegt südwestlich von Cadenberge am Rand der Wingst und diente dem Schutz einer dort lebenden Graureiherkolonie. Die Vögel brüteten überwiegend in den dort wachsenden alten Fichten. Der Fichtenbestand wurde jedoch geschwächt durch den Kot der Reiher und sturmgeschädigt von Borkenkäfern befallen und musste gefällt werden. Die Graureiher sind inzwischen aufgrund von Störungen nicht mehr als Brutvögel im Waldgebiet zu finden.